# Сиудад Сабинас Идалго (Сабинас Идалго)
Сиудад Сабинас Идалго (шп. Ciudad Sabinas Hidalgo) насеље је у Мексику у савезној држави Нови Леон у општини Сабинас Идалго. Насеље се налази на надморској висини од 301 м.

## Становништво
Према подацима из 2010. године у насељу је живело 33068 становника.

### Хронологија
| Година       | 2000                  | 2005                  | 2010                  |
| ------------ | --------------------- | --------------------- | --------------------- |
| Становништво | 30910 (15298 / 15612) | 30998 (15343 / 15655) | 33068 (16376 / 16692) |

### Попис
| \| \| м \| \| \| ж \| \| 0—2 \| 846 \| \| \| 827 \| \| 3—5 \| 891 \| \| \| 911 \| \| 6—11 \| 1.905 \| \| \| 1.839 \| \| 12—14 \| 923 \| \| \| 892 \| \| 15—17 \| 950 \| \| \| 889 \| \| 18—24 \| 2.011 \| \| \| 2.018 \| \| 60+ \| 1.813 \| \| \| 2.061 \| \| Просек : \| 30,2 \| \| \| 31,0 \| |       |  |  |       |
| |       |  |  |       |
| | м     |  |  | ж     |
| 0—2 | 846   |  |  | 827   |
| 3—5 | 891   |  |  | 911   |
| 6—11 | 1.905 |  |  | 1.839 |
| 12—14 | 923   |  |  | 892   |
| 15—17 | 950   |  |  | 889   |
| 18—24 | 2.011 |  |  | 2.018 |
| 60+ | 1.813 |  |  | 2.061 |
| Просек : | 30,2  |  |  | 31,0  |

| #   | Индикатор                                                                                        | Вредност |
| --- | ------------------------------------------------------------------------------------------------ | -------- |
| 1   | Становништво од 0 до 2 године                                                                    | 1673     |
| 2   | Мушко становништво од 0 до 2 године                                                              | 846      |
| 3   | Женско становништво од 0 до 2 године                                                             | 827      |
| 4   | Становништво са 3 и више година                                                                  | 31350    |
| 5   | Мушко становништво са 3 и више година                                                            | 15506    |
| 6   | Женско становништво са 3 и више година                                                           | 15844    |
| 7   | Становништво са 5 и више година                                                                  | 30160    |
| 8   | Мушко становништво са 5 и више година                                                            | 14925    |
| 9   | Женско становништво са 5 и више година                                                           | 15235    |
| 10  | Становништво са 12 и више година                                                                 | 25804    |
| 11  | Мушко становништво са 12 и више година                                                           | 12710    |
| 12  | Женско становништво са 12 и више година                                                          | 13094    |
| 13  | Становништво са 15 и више година                                                                 | 23989    |
| 14  | Мушко становништво са 15 и више година                                                           | 11787    |
| 15  | Женско становништво са 15 и више година                                                          | 12202    |
| 16  | Становништво са 18 и више година                                                                 | 22150    |
| 17  | Мушко становништво са 18 и више година                                                           | 10837    |
| 18  | Женско становништво са 18 и више година                                                          | 11313    |
| 19  | Становништво од 3 до 5 година                                                                    | 1802     |
| 20  | Мушко становништво од 3 до 5 година                                                              | 891      |
| 21  | Женско становништво од 3 до 5 година                                                             | 911      |
| 22  | Становништво од 6 до 11 година                                                                   | 3744     |
| 23  | Мушко становништво од 6 до 11 година                                                             | 1905     |
| 24  | Женско становништво од 6 до 11 година                                                            | 1839     |
| 25  | Становништво од 8 до 14 година                                                                   | 4347     |
| 26  | Мушко становништво од 8 до 14 година                                                             | 2206     |
| 27  | Женско становништво од 8 до 14 година                                                            | 2141     |
| 28  | Становништво од 12 до 14 година                                                                  | 1815     |
| 29  | Мушко становништво од 12 до 14 година                                                            | 923      |
| 30  | Женско становништво од 12 до 14 година                                                           | 892      |
| 31  | Становништво од 15 до 17 година                                                                  | 1839     |
| 32  | Мушко становништво од 15 до 17 година                                                            | 950      |
| 33  | Женско становништво од 15 до 17 година                                                           | 889      |
| 34  | Становништво од 18 до 24 године                                                                  | 4029     |
| 35  | Мушко становништво од 18 до 24 године                                                            | 2011     |
| 36  | Женско становништво од 18 до 24 године                                                           | 2018     |
| 37  | Женско становништво од 15 до 49 година                                                           | 8690     |
| 38  | Становништво са 60 и више година                                                                 | 3874     |
| 39  | Мушко становништво са 60 и више година                                                           | 1813     |
| 40  | Женско становништво са 60 и више година                                                          | 2061     |
| 41  | Однос између мушкараца и жена                                                                    | 98.11    |
| 42  | Становништво од нуле до 14 година                                                                | 9034     |
| 43  | Становништво од 15 до 64 године                                                                  | 21173    |
| 44  | Становништво од 65 година и више                                                                 | 2816     |
| 45  | Просечан број деце                                                                               | 2.33     |
| 46  | Становништво рођено у ентитету                                                                   | 28381    |
| 47  | Мушко становништво рођено у ентитету                                                             | 14127    |
| 48  | Женско становништво рођено у ентитету                                                            | 14254    |
| 49  | Становништво рођено у другом ентитету                                                            | 3828     |
| 50  | Мушко становништво рођено у другом ентитету                                                      | 1823     |
| 51  | Женско становништво рођено у другом ентитету                                                     | 2005     |
| 52  | Становништво од 5 година и више резидентно у ентитету у јуну 2005. године                        | 29011    |
| 53  | Мушко становништво старосног доба од 5 година и више, резидентно у ентитету у јуну 2005. године  | 14288    |
| 54  | Женско становништво старосног доба од 5 и више година, резидентно у ентитету у јуну 2005. године | 14723    |
| 55  | Становништво од 5 година и више које је живело у другом ентитету у јуну 2005. године             | 437      |
| 56  | Мушко становништво старије од 5 година које је живело у другом ентитету у јуну 2005. године      | 220      |
| 57  | Женско становништво старије од 5 година које је живело у другом ентитету у јуну 2005. године     | 217      |
| 58  | Становништво од 3 године и више које говори аутохтони језик                                      | 48       |
| 59  | Мушко становништво старо 3 године и више које говори аутохтони језик                             | 25       |
| 60  | Женско становништво старо 3 године и више које говори аутохтони језик                            | 23       |
| 61  | Становништво од 3 године и више које говори аутохтони језик и не говори шпански језик            | 0        |
| 62  | Мушко становништво старо 3 године и више које говори аутохтони језик и не говори шпански         | 0        |
| 63  | Женско становништво старо 3 године и више које говори аутохтони језик и не говори шпански језик  | 0        |
| 64  | Становништво старо 3 године и више које говори аутохтони језик и шпански                         | 21       |
| 65  | Мушко становништво старо 3 године и више које говори аутохтони језик и шпански                   | 10       |
| 66  | Женско становништво старо 3 године и више које говори аутохтони језик и шпански                  | 11       |
| 67  | Становништво од 5 година и више које говори аутохтони језик                                      | 46       |
| 68  | Становништво од 5 година и више које говори аутохтони језик и не говори шпански језик            | 0        |
| 69  | Становништво од 5 година и више које говори аутохтони језик и говори шпански језик               | 21       |
| 70  | Становништво у домородачким домаћинствима                                                        | 94       |
| 71  | Становништво са ограничењима у активностима                                                      | 1174     |
| 72  | Становништво са ограниченим ходањем или кретањем, горе или доле                                  | 691      |
| 73  | Становници са ограничењима вида, чак и уз кориштење сочива                                       | 247      |
| 74  | Становништво са ограничењима говора, комуникације или конверзације                               | 156      |
| 75  | Становништво са ограниченим слухом                                                               | 140      |
| 76  | Становништво са ограничењима при одевању, купању или јелу                                        | 127      |
| 77  | Становништво са ограничењима у опажању или учењу једноставних ствари                             | 85       |
| 78  | Становништво са менталним ограничењима                                                           | 174      |
| 79  | Становништво без ограничења активности                                                           | 31549    |
| 80  | Становништво од 3 до 5 година које не похађа школу                                               | 602      |
| 81  | Мушко становништво од 3 до 5 година које не похађа школу                                         | 298      |
| 82  | Женско становништво од 3 до 5 година које не похађа школу                                        | 304      |
| 83  | Становништво од 6 до 11 година које не похађа школу                                              | 81       |
| 84  | Мушко становништво од 6 до 11 година које не похађа школу                                        | 39       |
| 85  | Женско становништво од 6 до 11 година које не похађа школу                                       | 42       |
| 86  | Становништво од 12 до 14 година које не похађа школу                                             | 123      |
| 87  | Мушко становништво од 12 до 14 година које не похађа школу                                       | 70       |
| 88  | Женско становништво од 12 до 14 година које не похађа школу                                      | 53       |
| 89  | Становништво од 15 до 17 година похађа школу                                                     | 1219     |
| 90  | Мушко становништво од 15 до 17 година похађа школу                                               | 620      |
| 91  | Женско становништво између 15 и 17 година живота у школи                                         | 599      |
| 92  | Становништво од 18 до 24 године похађа школу                                                     | 1062     |
| 93  | Мушко становништво од 18 до 24 године похађа школу                                               | 539      |
| 94  | Женско становништво од 18 до 24 године похађа школу                                              | 523      |
| 95  | Становништво од 8 до 14 година које не може да чита и пише                                       | 69       |
| 96  | Мушко становништво старосног доба од 8 до 14 година које не може да чита и пише                  | 52       |
| 97  | Женско становништво старосног доби од 8 до 14 година које не може да чита и пише                 | 17       |
| 98  | Становништво од 15 година и више које је неписмено                                               | 761      |
| 99  | Мушко становништво од 15 година и више које је неписмено                                         | 369      |
| 100 | Женско становништво од 15 година и више које је неписмено                                        | 392      |
| 101 | Становништво старо 15 и више година без школовања                                                | 909      |
| 102 | Мушко становништво старо 15 и више година без школовања                                          | 431      |
| 103 | Женско становништво старо 15 и више година без школовања                                         | 478      |
| 104 | Становништво старосног доба 15 и више година са непотпуним основним образовањем                  | 2759     |
| 105 | Мушко становништво старосног доба од 15 година и више са непотпуном основним образовањем         | 1329     |
| 106 | Женско становништво старосног доба 15 и више година са непотпуном основним образовањем           | 1430     |
| 107 | Становништво старо 15 и више година са комплетним основним образовањем                           | 4051     |
| 108 | Мушко становништво старо 15 година и више са комплетним основним образовањем                     | 1834     |
| 109 | Женско становништво старо 15 и више година са комплетним основним образовањем                    | 2217     |
| 110 | Становништво старосног доба 15 и више година са непотпуним средњим образовањем                   | 1342     |
| 111 | Мушко становништво старосног доба од 15 година и више са непотпуним средњим образовањем          | 741      |
| 112 | Женско становништво старосног доба од 15 година и више са непотпуним средњим образовањем         | 601      |
| 113 | Становништво старо 15 и више година са пуним секундарном образовањем                             | 5939     |
| 114 | Мушко становништво старосног доба од 15 година и више са пуним секундарном образовањем           | 3054     |
| 115 | Женско становништво старосног доба од 15 година и више са пуним секундарном образовањем          | 2885     |
| 116 | Становништво старије од 18 година са постосновним образовањем                                    | 7502     |
| 117 | Мушко становништво старије од 18 година са постосновним образовањем                              | 3733     |
| 118 | Женско становништво старије од 18 година са постосновним образовањем                             | 3769     |
| 119 | Просечна оцена школовања                                                                         | 8.76     |
| 120 | Просечан ниво образовања мушке популације                                                        | 8.87     |
| 121 | Просечан ниво образовања женског становништва                                                    | 8.65     |
| 122 | Економски активно становништво                                                                   | 13062    |
| 123 | Економски активна мушка популација                                                               | 9007     |
| 124 | Економски активна женска популација                                                              | 4055     |
| 125 | Становништво које није економски активно                                                         | 12438    |
| 126 | Мушко становништво које није економски активно                                                   | 3522     |
| 127 | Женско становништво које није економски активно                                                  | 8916     |
| 128 | Запослено становништво                                                                           | 12559    |
| 129 | Запослено мушко становништво                                                                     | 8567     |
| 130 | Запослено женско становништво                                                                    | 3992     |
| 131 | Незапослена популација                                                                           | 503      |
| 132 | Незапослена мушка популација                                                                     | 440      |
| 133 | Незапослена женска популација                                                                    | 63       |
| 134 | Становништво без права на здравствене услуге                                                     | 5735     |
| 135 | Становништво које има право на здравствене услуге                                                | 27001    |
| 136 | Становништво које има право на ИМСС                                                              | 12079    |
| 137 | Становништво које има право на социјално осигурање                                               | 2164     |
| 138 | Становништво које има право на државно социјално осигурање                                       | 577      |
| 139 | Становништво које има право на опште осигурање или здравствено осигурање за нову генерацију      | 10953    |
| 140 | Становништво које је било једном или није било у браку током 12 година и више                    | 7884     |
| 141 | Венчано или уједињено становништво од 12 година и више                                           | 15060    |
| 142 | Становништво које је било у браку или уједињено 12 година и више                                 | 2662     |
| 143 | Становништво са католичком религијом                                                             | 25195    |
| 144 | Протестанти, еванђелисти и библијски следбеници различити од еванђелиста                         | 5295     |
| 145 | Становништво са другим религијама различитим од претходних                                       | 13       |
| 146 | Становништво без религије                                                                        | 2106     |
| 147 | Укупно пописаних домаћинства                                                                     | 9493     |
| 148 | Пописна домаћинства на челу са мушкарцима                                                        | 7453     |
| 149 | Пописна домаћинства на челу са женама                                                            | 2040     |
| 150 | Становништво у пописним домаћинствима                                                            | 32980    |
| 151 | Становништво у пописним домаћинствима на челу са мушкарцима                                      | 27289    |
| 152 | Становништво у пописним домаћинствима на челу са женама                                          | 5691     |
| 153 | Укупно домаћинстава                                                                              | 13220    |
| 154 | Укупно насељених домаћинстава                                                                    | 9508     |
| 155 | Укупно приватних кућа                                                                            | 13205    |
| 156 | Насељени приватни домови                                                                         | 9493     |
| 157 | Укупно насељених приватних кућа                                                                  | 9506     |
| 158 | Ненасељене приватне куће                                                                         | 2085     |
| 159 | Појединачна домаћинства за привремену употребу                                                   | 1627     |
| 160 | Становници у насељеним приватним кућама                                                          | 32980    |
| 161 | Насељеност станара у приватним становима                                                         | 3.47     |
| 162 | Просечно становника по соби у приватним насељеним домаћинствима                                  | 0.88     |
| 163 | Појединачна домаћинства са подовима од различитих материјала од земље                            | 9307     |
| 164 | Појединачна домаћинства у приземљу                                                               | 88       |
| 165 | Појединачна домаћинства са једном спаваћом собом                                                 | 3376     |
| 166 | Појединачна домаћинства са две спаваће собе и више                                               | 6024     |
| 167 | Појединачна домаћинства са једним собом                                                          | 357      |
| 168 | Појединачна домаћинства са две собе                                                              | 1382     |
| 169 | Појединачна домаћинства са 3 собе и више                                                         | 7653     |
| 170 | Појединачна домаћинства која имају електрично светло                                             | 9363     |
| 171 | Појединачна домаћинства која немају електрично светло                                            | 43       |
| 172 | Појединачна домаћинства која имају водоводну воду у стамбеном простору                           | 9158     |
| 173 | Појединачна домаћинства која немају водоводну воду у стамбеном простору                          | 233      |
| 174 | Појединачна домаћинства која имају тоалет                                                        | 9300     |
| 175 | Појединачна домаћинства која имају канализацију                                                  | 9105     |
| 176 | Појединачна домаћинства која немају канализацију                                                 | 284      |
| 177 | Појединачна домаћинства која имају електрично светло, довод воде из јавне мреже и канализацију   | 8963     |
| 178 | Појединачна домаћинства без икаквих услова                                                       | 24       |
| 179 | Појединачна домаћинства која имају радио                                                         | 7811     |
| 180 | Појединачна домаћинства која имају телевизор                                                     | 9266     |
| 181 | Појединачна домаћинства која имају фрижидер                                                      | 9084     |
| 182 | Појединачна домаћинства која имају машину за веш                                                 | 8312     |
| 183 | Појединачна домаћинства која имају аутомобил или комби                                           | 6559     |
| 184 | Појединачна домаћинства која имају рачунар                                                       | 2941     |
| 185 | Појединачна домаћинства која имају фиксну телефонску линију                                      | 5227     |
| 186 | Појединачна домаћинства која имају мобилни телефон                                               | 6817     |
| 187 | Појединачна домаћинства која имају приступ интернету                                             | 2213     |
| 188 | Величина локације                                                                                | 9        |